# ایجکس (لوئیزیانا)
ایجکس (به انگلیسی: Ajax) یک منطقهٔ مسکونی در ایالات متحده آمریکا است که در لوئیزیانا واقع شده‌است.